# Glaciación de Riss
| Glaciación/Interglaciación  | Inicio, en años |
| Periodo posglacial/Holoceno | 10.000 a. C.    |
| Glaciación Würm             | 110.000         |
| Interglaciar Riss-Würm      | 140.000         |
| Glaciación Riss             | 200.000         |
| Interglaciar Mindel-Riss    | 390.000         |
| Glaciación Mindel           | 580.000         |
| Interglaciar Günz-Mindel    | 600.000         |
| Glaciación Günz             | 850.000         |

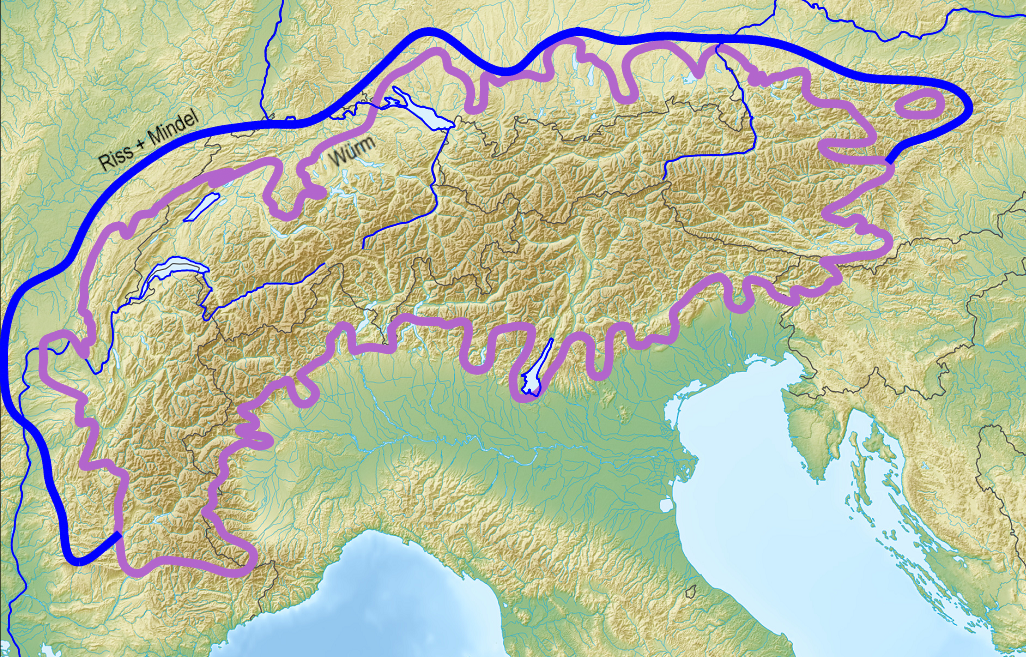
Extensión de la glaciación en los Alpes. En azul. extensión de la capa de hielo en las glaciaciones Mindel y Riss, y en morado, durante la glaciación Würm.

La glaciación Riss (también conocida como glaciación de Illinois en América) es la tercera de las cuatro glaciaciones del Pleistoceno o del Cuaternario, siguiendo a la Mindel y precediendo a la Würm, según la clasificación clásica de Penck y Bruckner (1909). Comenzó hace 200.000 años y finalizó hace 140.000 años. La historiografía actual considera los límites de Riss entre los 300.000 años y los 130.000 años y los 347.000 años y los 130.000 años.
Esta glaciación es parte de la conocida como glaciación Cuaternaria que comenzó hace 2,58 millones de años y en la cual nos encontramos todavía. Dentro de este grupo de periodos glaciales e interglaciales, se produjo después del interglacial Mindel-Riss y fue seguida por el interglacial Riss-Würm en Europa. En Norteamérica, sin embargo, fue precedido por un larguísimo interglaciar, conocido como Pre-illinoiense, y seguido por el Sangamoniense.